# ピケット作戦
ピケット作戦 (Operation Picket) は、第二次世界大戦中のマルタへの航空機輸送作戦の一つ。

## 経過

### ピケットI作戦
1942年3月20日に、空母「イーグル」、「アーガス」、戦艦「マレーヤ」、軽巡洋艦「ハーマイオニー」、駆逐艦「ラフォーレイ」、「Blankney」、「Exmoor」、「Croome」、「ダンカン」、「アクティヴ」、「アンソニー」、「Whitehall」、「Wishart」がジブラルタルより出撃した。イタリア潜水艦「Moccenigo」が「アーガス」を攻撃したが、不成功に終わった。
3月21日に「イーグル」よりスピットファイア9機が発進してジブラルタルからのブレニム2機と共にマルタへ向かい、全機到着した。または、ピケットI作戦同様に作戦断念となった。
この作戦時、地中海東部ではMG1作戦が実施されていた。

### ピケットII作戦
3月27日に同じ陣容で再び出撃。3月29日に「イーグル」からスピットファイア7機が発進してジブラルタルからのボーフォート2機、ブレニム3機と共にマルタへ向かった。またはスピットファイア16機が発進してマルタへ向かった。「アーガス」からもアルバコア6機がマルタへ向かう予定であったが、マルタの天候悪化により取りやめとなった。